# Quênia nos Jogos Olímpicos de Verão de 1956
O Quênia participou dos Jogos Olímpicos de Verão pela primeira vez nos Jogos Olímpicos de Verão de 1956 em Melbourne, Austrália.

## Resultados por Evento

### Atletismo
5.000m masculino
- Nyandika Maiyoro (→ 7º lugar)

Maratona masculina
- Arap Sum Kanuti — 2:58:42 (→ 31º lugar)

Salto em altura masculino
- Joseph Leresae (→18º lugar)